# Vízvár
Vízvár là một thị trấn thuộc hạt Somogy, Hungary. Thị trấn này có diện tích 32,24 km², dân số năm 2010 là 552 người, mật độ 17 người/km².